# بهار زندگی دوشیزه جین برودی (فیلم)
بهار زندگی دوشیزه جین برودی (انگلیسی: The Prime of Miss Jean Brodie) فیلمی در ژانر درام به کارگردانی رونالد نیم است که در سال ۱۹۶۹ منتشر شد. از بازیگران آن می‌توان به مگی اسمیت، رابرت استیونس، پاملا فرانکلین، گوردون جکسون، و سیلیا جانسون اشاره کرد.